# Platja de Las Loseras i La Friera
La Platja de las Loseras i la Platja de la Fiera es troben en el concejo asturià de Navia i pertany a la localitat de Santa Marina la primera i al de Puerto de Vega la segona. Segons el Ministeri d'Agricultura, Alimentació i Medi Ambient, la primera platja es diu La Losera i està catalogada com ZEPA i LIC. Mentre que de la segona no presenta dades.
«Las Loseras» té forma sinuosa, una longitud d'uns 190-200 m i una amplària mitjana d'uns 3-4 m. El seu entorn és rural, amb un grau d'urbanització mitjà i una perillositat mitjana-alta. L'accés per als vianants és d'uns cinc-cents m de longitud i el jaç manca de sorra. La «Platja de la Friera» és molt petita i té una longitud d'uns 10 m, una amplària mitjana d'uns 3 m sent la resta de característiques similars a la de «Las Loseras».
La platja de las Loseras rep el seu nom del tipus de pedres, a la manera de lloses, que hi ha tant en el seu jaç com als voltants. Realment aquesta platja la formen el conjunt de cinc cales principals i gran quantitat d'entrants i sortints. Per accedir a aquestes platges cal sortir per Port de Vega per unes pistes de terra: sortint per la primera pista que es troba a la sortida més a l'oest de Puerto de Vega. Prenent la primera pista s'arriba a la «Platja de la Friera» i si es pren la segona s'accedeix a la «Platja de las Loseras».
Per les seves proximitats passa una senda costanera, no tenen cap servei i l'activitat més recomanada és la pesca recreativa però no es recomana el bany a causa dels mals accessos que tenen.